# Cinnyris afer
Cinnyris afer là một loài chim trong họ Nectariniidae.

## Hình ảnh

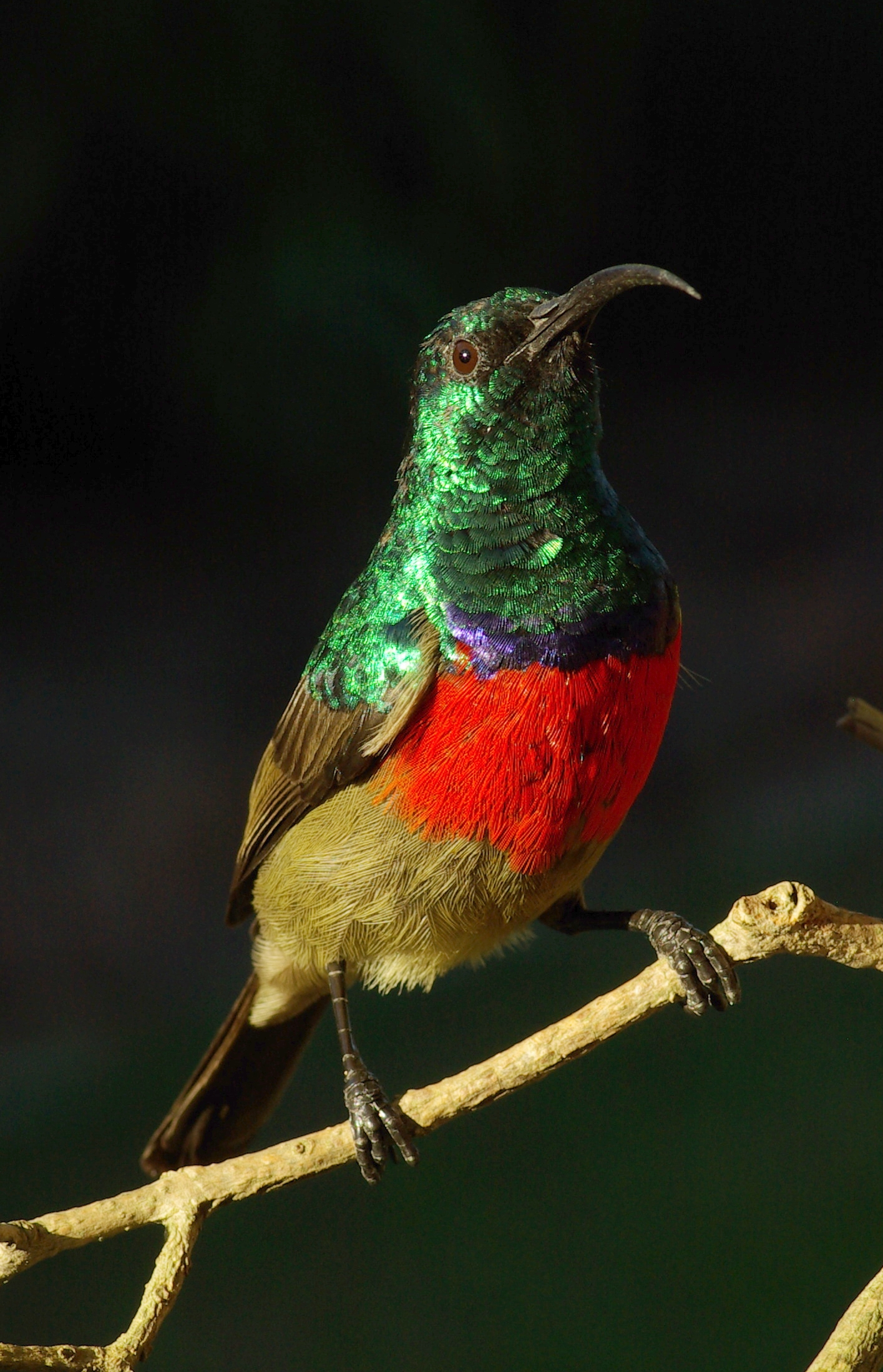
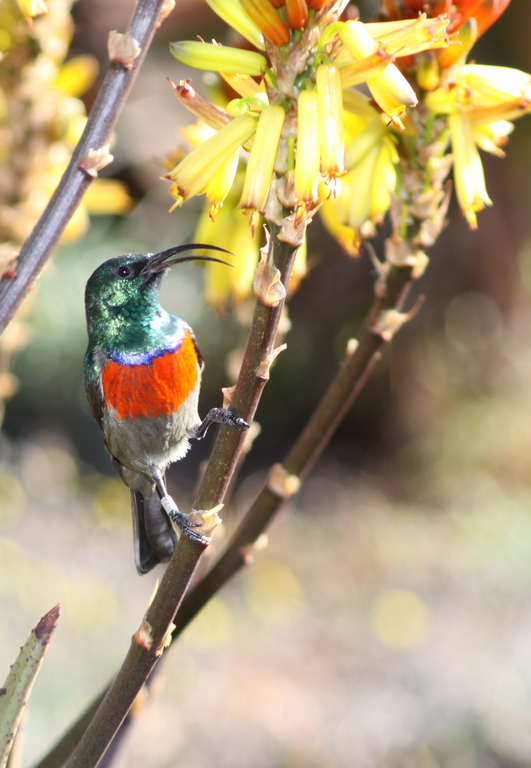